# Bucellarius
Bucellarius (łac. l. mn. bucellarii od bucellatum "chleb") – najemny żołnierz werbowany i opłacany przez dowódcę. 
Za czasów schyłkowego cesarstwa rzymskiego narodził się zwyczaj utrzymywania prywatnych oddziałów wojska. Początkowo kupcy wynajmowali strażników do ochrony swoich karawan, ale zwyczaj ten objął także wodzów, prefektów, a nawet dowódców pretorian (przed rozwiązaniem tej formacji). Bucellarii dysponowali zazwyczaj wysokiej jakości rynsztunkiem i potrafili wykorzystywać zarówno broń strzelecką, jak i tę, która służy do bezpośredniej potyczki z przeciwnikiem.
W niektórych jednostkach bucellarii (zwłaszcza we wschodnim cesarstwie rzymskim) istniały dwie klasy strażników: „doryphoroi”, czyli (gr.) noszący włócznie (klasa oficerów), oraz „hypaspistai”, noszący tarcze (szeregowi żołnierze). Nazwy te nie odzwierciedlały używanej przez nich broni ani taktyki.